# Linia kolejowa 44 Pusztaszabolcs – Székesfehérvár
Linia kolejowa 44 Pusztaszabolcs – Székesfehérvár – linia drugorzędna na Węgrzech. Jest to linia jednotorowa, niezelektryfikowana, położona w całości w Komitacie Fejér. Pomiędzy Börgönd i Székesfehérvár ma wspólny przebieg z linią kolejową 45 Sárbogárd – Székesfehérvár.